# Chris Iannetta
Christopher Domenic Iannetta (Providence, 8 aprile 1983) è un giocatore di baseball statunitense di ruolo ricevitore, free agent dal 28 settembre 2020.

## Carriera

### Inizi e Minor League
Iannetta ha frequentato la St. Raphael Academy nella natia Providence nello stato di Rhode Island e poi l'University of North Carolina di Chapel Hill, Nord Carolina, giocando sia come prima base che come ricevitore e ha ricevuto parecchie onorificenze per via del suo rendimento dentro e fuori dal campo.
È stato scelto dai Colorado Rockies nel 2004 durante il quarto giro del draft come 110ª scelta assoluta, e i primi anni della sua carriera li ha passati giocando nelle serie minori prima con gli Asheville Tourists nella classe A nel 2004, poi con i Modesto Nuts della classe A-avanzata e i Tulsa Drillers della Doppia-A nel 2005, e infine ancora con Drillers (44 presenze) e con i Colorado Springs Sky Sox (47 presenze) della Tripla-A nel 2006.

### Major League

#### Colorado Rockies
Debutta in MLB il 27 agosto 2006, al Coors Field di Denver contro i San Diego Padres, mettendo a segno la sua prima battuta valida. Chiude la sua prima stagione da professionista giocando 21 partite e mettendo a segno 2 fuoricampo e 10 RBI.
All'inizio della stagione 2007 viene promosso ricevitore titolare prendendo il posto di Yorvit Torrealba ma le prime partite non andarono bene e tornò ad essere il ricevitore di riserva. È stato comunque un campionato positivo per lui e per i suoi Colorado Rockies che raggiunsero le World Series per la prima volta nella loro storia ma persero tutte le partite contro i Boston Red Sox e la serie finì 4-0. Iannetta chiuse il campionato giocando 67 partite con una media in battuta di .218, 4 fuoricampo e 27 RBI.
Il 2008 è stato l'anno della svolta per lui perché ha giocato 104 partite con una media in battuta di .264, 18 fuoricampo e 65 RBI. Nel 2009 ha giocato 93 partite con una media in battuta di .228, 16 fuoricampo e 52 RBI. Nel 2010 ha giocato 61 partite con una media in battuta di .197, 9 fuoricampo e 27 RBI. Il 2011 lo chiuse giocando 112 partite con una media in battuta di .238, 14 fuoricampo e 55 RBI.

#### Los Angeles Angels of Anaheim
Il 30 novembre 2011, Iannetta è stato scambiato per il lanciatore Tyler Chatwood ed ha iniziato a giocare con i Los Angeles Angels of Anaheim. Il 2 maggio 2012 insieme al lanciatore Jered Weaver, ha completato un no-hitter e ha concluso quella stagione giocando 79 partite con una media in battuta di .240, 9 fuoricampo e 26 RBI.
Il 5 ottobre 2012 ha prolungato il contratto con gli Angels per altri 3 anni, per un valore complessivo di 15.55 milioni di dollari. È diventato free agent al termine della stagione 2015.

#### Seattle Mariners e Arizona Diamondbacks
Il 23 novembre 2015 ha firmato un contratto annuale con i Seattle Mariners. È diventato free agent a fine stagione 2016.
Nel gennaio 2017 Iannetta viene messo sotto contratto dagli Arizona Diamondbacks. Terminata la stagione 2017, Iannetta è diventato free agent.

### Ritorno in Colorado
A stagione ultimata il 2 novembre 2017 diventa free agent. L'8 dicembre firma per tornare a giocare a Denver con i Colorado Rockies, squadra con cui aveva debuttato in MLB più di 10 anni prima. Il 13 agosto 2019 Iannetta viene designato per la riassegnazione, e due giorni più tardi il 15 agosto, viene svincolato dalla squadra.

### New York Yankees
Il 3 febbraio 2020, Iannetta firma un contratto di minor league con i New York Yankees. Il 21 luglio venne inserito nel lista dei 40 giocatori, tuttavia non venne schierato in nessuna partita e il 1º agosto, venne designato per la riassegnazione. Divenne free agent il 28 settembre 2020.

### Carriera con la nazionale
Durante l'edizione 2009 del World Baseball Classic è stato convocato come catcher dalla nazionale statunitense insieme a Brian McCann.

## Palmarès

### Individuale
- Giocatore della settimana dell'American League: 1

15 settembre 2013